# Äußerer Bärenbartkogel
Äußerer Bärenbartkogel (wł. Cima Barba d'Orsa di Fuori  – szczyt w Alpach Ötztalskich, części Centralnych Alp Wschodnich. Leży we Włoszech w Tyrolu Południowym. Szczyt otaczają lodowce: Freibrunner Ferner, Matscher Ferner i Bärenbartferner.
Szczyt można zdobyć drogami ze schroniska Weißkugelhütte (2544 m). Pierwszego wejścia dokonali Fridolin Hohenleitner i J. Plattner w 1909 r.